# رزغة (أرومية)
رزغة (بالكردية: رەزگە) هي إحدى القرى التابعة لـمرغور في ريف قسم سيلوانه من مقاطعة أرومية، في محافظة أذربیجان الغربیة الإيرانية.

## السكان
حسب إحصاءات سنة 2006، بلغ إجمالي السكان في رزغه 512 نسمة وعدد المساكن 92 مسكن. لغة سكان رزغه هي اللغة الكردية و هم من أهل السنة والجماعة والمذهب الشافعي.